# 上攸田
上攸田（英語：Sheung Yau Tin Tsuen）是一條位於香港元朗區十八鄉的鄉村。

## 行政區劃

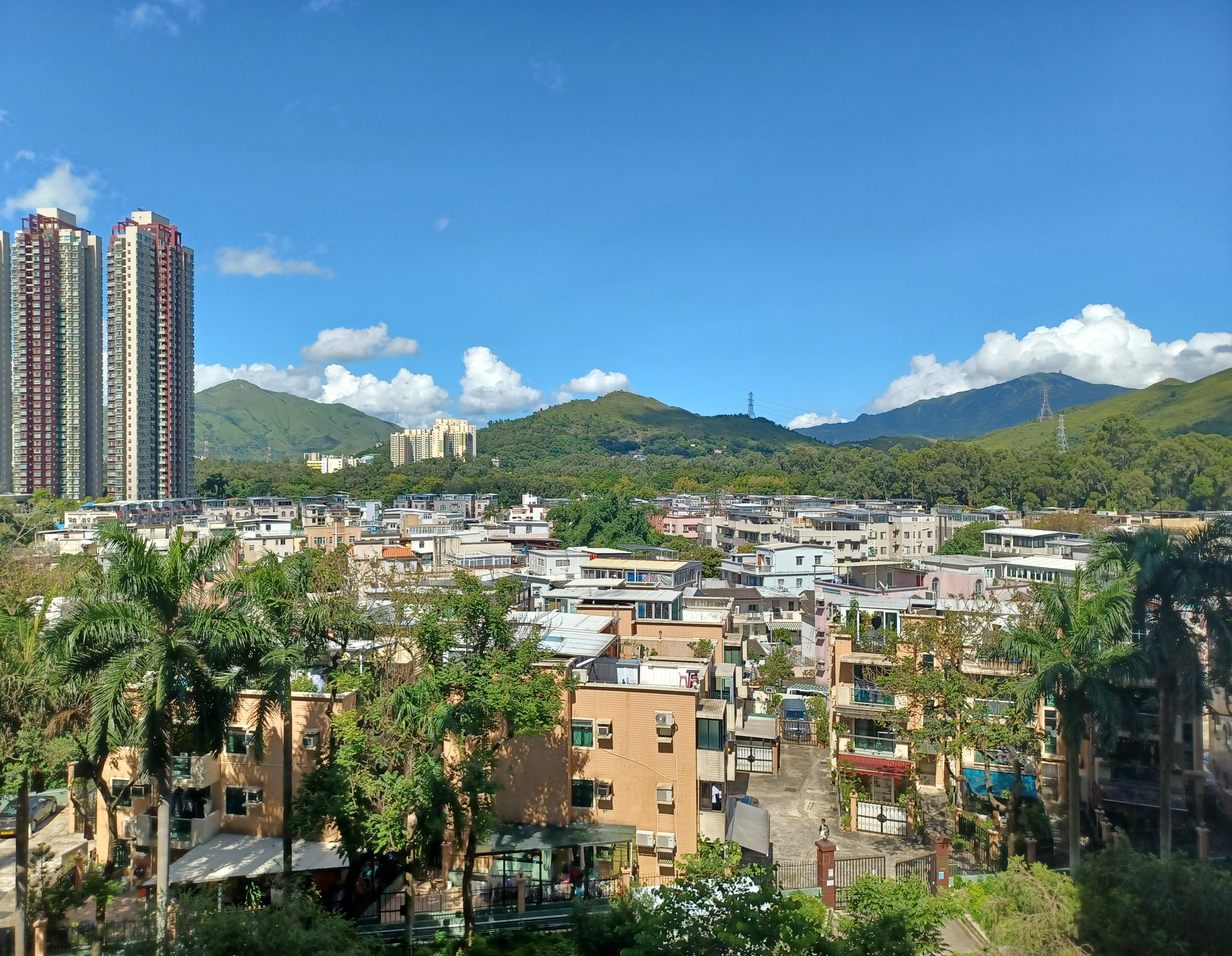
近觀上攸田村（2023年7月）

上攸田是新界小型屋宇政策下其中一條認可鄉村。在區議會選舉劃分上，該村為十八鄉中選區的一部份（2019年）。

## 外部連結
- 居民代表選舉上攸田（十八鄉）的劃定現有鄉村範圍（2019－2022年）